# Subincisione del pene

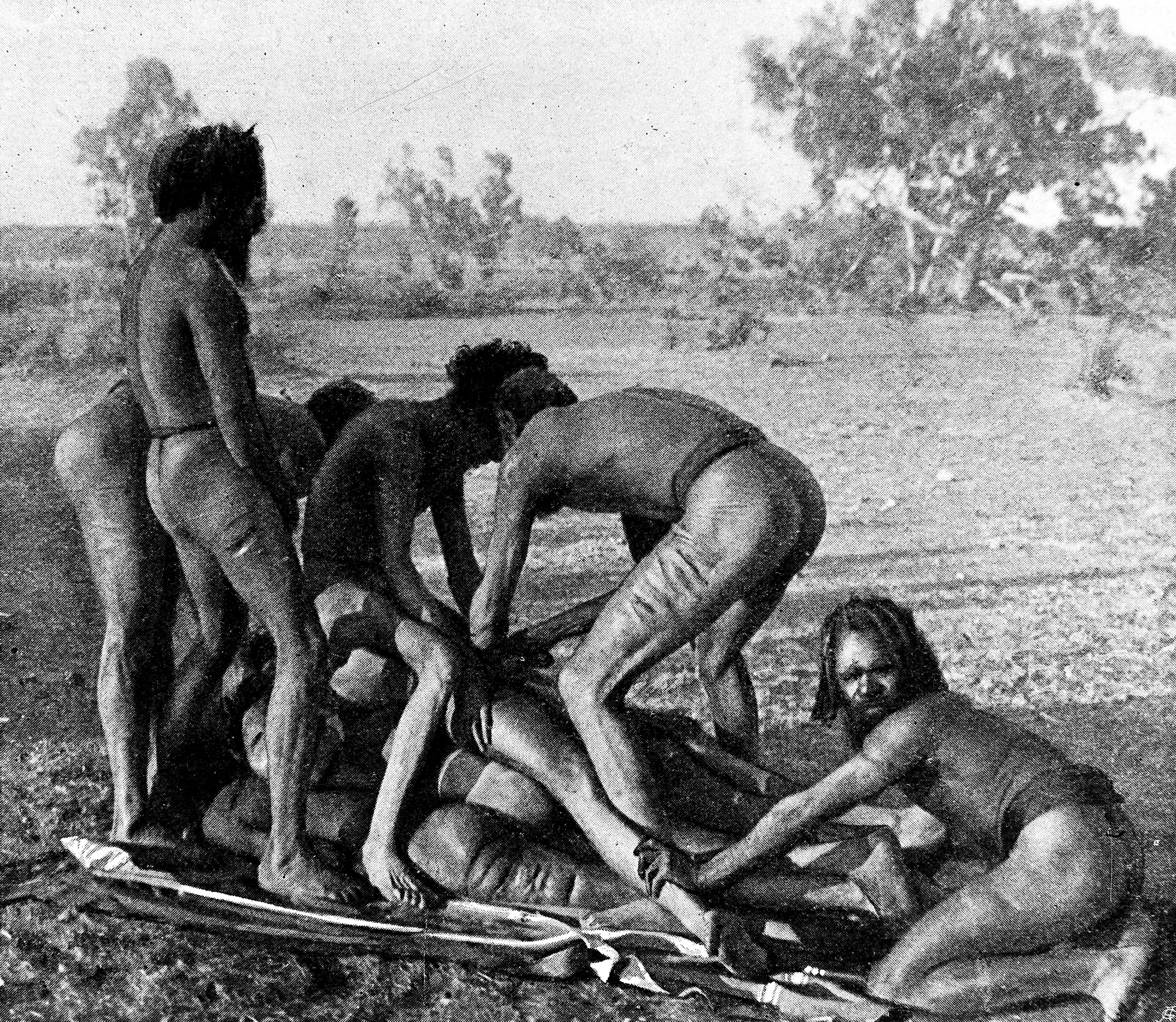
Operazione di subincisione in una tribù Warrumanga, nell'Australia centrale.

La subincisione del pene è una forma di modificazione corporea che consiste in un'uretrotomia in cui la parte inferiore del pene viene incisa e l'uretra aperta longitudinalmente, dal meato urinario fino quasi alla base del pene, per una lunghezza che può variare nei diversi casi.

## Tradizioni culturali

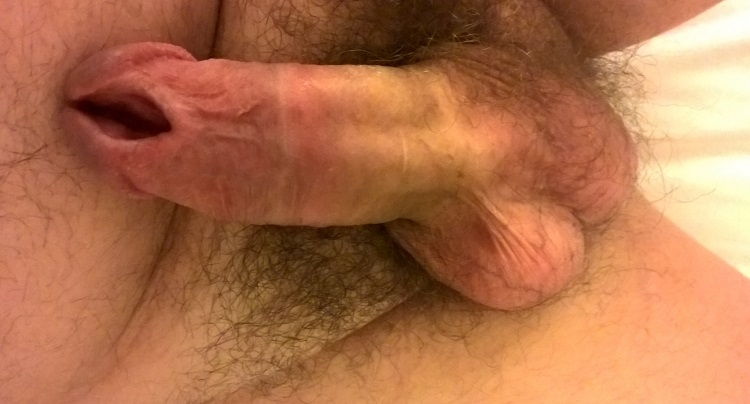
Una parziale subincisione del pene.

Quello della subincisione del pene è un rito tradizionale appartenente a diverse culture in tutto il mondo, lo si trova principalmente in Australia ma anche in Africa, Sud America e nelle culture polinesiana (ad esempio nelle isole Tonga) e melanesiana (ad esempio in Papua Nuova Guinea) dell'oceano Pacifico, spesso utilizzato per indicare il passaggio dall'adolescenza all'età adulta. 
In Australia in particolare, la subincisione del pene è frequente tra aborigeni ed è ben documentata tra quelli stanziati nella regione dell'Australia Centrale, nella parte meridionale del Territorio del Nord, come gli Arrernte e i Luritja. La parola in lingua arrernte per indicare la subincisione è arilta, e questa è praticata come rito di passaggio dall'età dell'adolescenza all'età adulta. Secondo la tradizione, questo rito fu insegnato agli Arrernte da Mangar-kunjer-kunja, un essere spirituale dalla forma di uomo-lucertola proveniente dal Tempo del Sogno, l'epoca precedente alla creazione del mondo secondo gli australiani aborigeni. Questo tipo di modificazione rituale era tradizionalmente praticata anche dal popolo Lardil, storicamente stanziato nelle isole Wellesley (in particolare nell'isola Mornington), situate nel golfo di Carpentaria, nel Queensland. I giovani uomini che sceglievano di sottoporsi a tale pratica erano gli unici ad imparare un semplice linguaggio cerimoniale, il Damin, e il pene subinciso poteva poi essere utilizzato come fonte di sanguinamenti rituali durante tutte le cerimonie successive a cui essi partecipavano da adulti. L'aspetto di un pene subinciso può infatti rassomigliare a quella di una vulva e il suo sanguinamento potrebbe, secondo alcuni studiosi, rappresentare una specie di mestruazione. Stando a quanto afferma Ken Hale, autore di diversi studi sul Damin, nell'ultimo mezzo secolo non ci sono state iniziazioni nel golfo di Carpentaria e quindi quel linguaggio è, di fatto, ormai morto.
Un altro termine australiano aborigeno per designare questo rito è mika, ossia "terribile rito".
Anche alcune culture indigene del bacino amazzonico praticano la subincisione del pene, e lo stesso fanno i ragazzini del popolo keniota dei Samburu, i quali si subincidono il pene da soli (ma capita che si subincidano il pene l'uno con l'altro) quando hanno un'età compresa tra i sette e i dieci anni.
Nelle isole Samoa era invece praticata la meno cruenta subincisione del prepuzio (un qualcosa di simile alla più occidentale circoncisione), anch'essa effettuata come rito di passaggio sui giovani maschi, così come tra i nativi delle isole Hawaii, dove sembra che tale subincisione fosse praticata sui bambini di sei o sette anni.

### Penetrazione pene-pene
Un pene subinciso può essere penetrato da un altro pene, posto che quest'ultimo sia sufficientemente piccolo. In alcune culture australiane, una pratica tradizionale prevedeva la penetrazione del pene subinciso di un uomo adulto da parte del pene non subinciso di un bambino, in genere di età inferiore ai sette anni, dopo che questo era stato sfregato fino a farlo diventare eretto, il tutto provocando alla fine l'eiaculazione dell'adulto. È questo il caso di quelli che nella letteratura scientifica di settore sono chiamati i "ragazzi-mogli" (boy-wives), la cui esistenza era stata riscontrata nella regione di Kimberley, nell'Australia occidentale. Alcuni studiosi hanno teorizzato che fosse proprio questo l'originale scopo della subincisione.

## Primitivi moderni
Tra la fine del ventesimo secolo e l'inizio del ventunesimo secolo, la pratica della subincisione del pene è diventata popolare anche nel cosiddetto "mondo occidentale", tra i facenti parte della comunità delle modificazioni corporali e dei primitivi moderni. Secondo chi si sottopone a tale operazione, che in genere impiega un mese a guarire, la subincisione del pene, oltre a rendere più singolare l'aspetto del membro, aumenterebbe il piacere sessuale, dando sensazioni del tutto nuove grazie al fatto che l'uretra, ricca di terminazioni nervose, sarebbe più facile da stimolare. Non solo, il piacere sessuale aumenterebbe anche nella partner penetrata, a causa dell'allargamento del pene dovuto alla presenza dell'incisione.
Una estremizzazione della subincisione peniena è la cosiddetta pratica della biforcazione genitale, in cui l'intero pene viene tagliato in due nel senso longitudinale, con la produzione di due semi-peni perfettamente erettili che hanno però una tendenza a curvarsi di lato a causa delle difficoltà date dalla cicatrizzazione.

## Conseguenze
I pericoli derivanti da una subincisione peniena includono il rischio inerente alla pratica stessa dell'operazione, spesso autoeseguita. Altri svantaggi sono poi l'aumento dell'esposizione a malattie sessualmente trasmissibili e una diminuzione della capacità di fecondazione, dovuta proprio alla difficoltà di far andare lo sperma sufficientemente in profondità nella vagina.
La subincisione può inoltre influenzare pesantemente la minzione e spesso obbliga chi l'ha subita ad urinare da seduto o comunque in posizione raccolta; alcuni, aventi una subincisione non completa (quindi non riguardante l'intera asta del pene), utilizzano un piccolo tubicino che gli permette di urinare in piedi.